# Gylen Castle

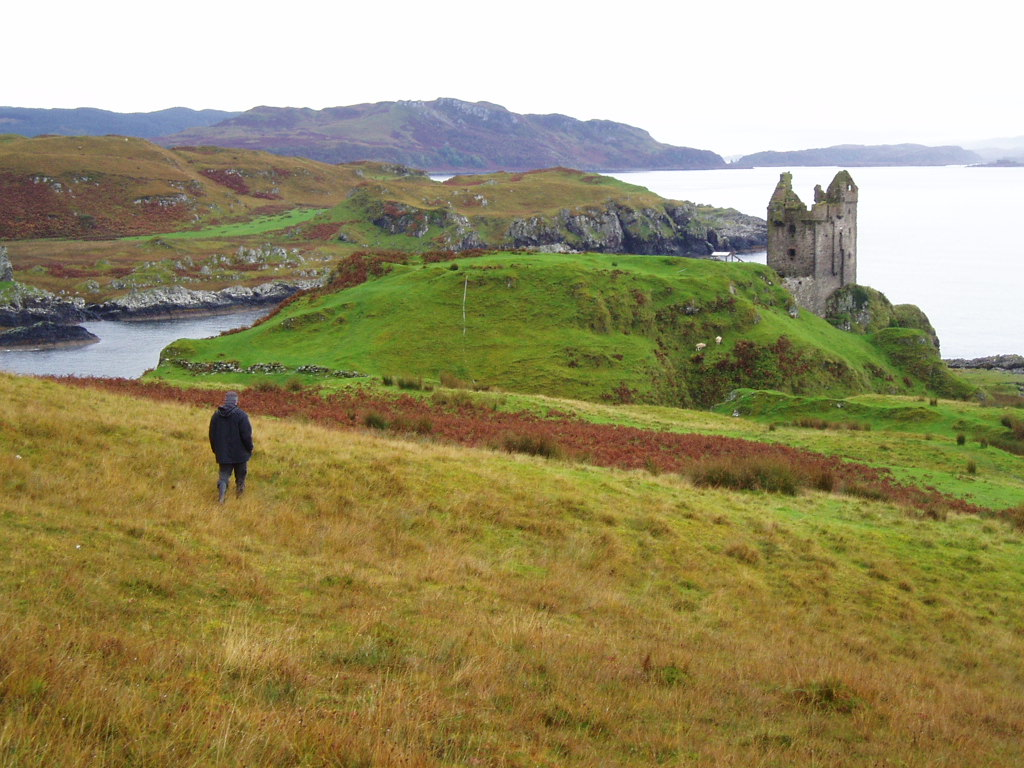
Lage der Ruine

Gylen Castle ist eine Burgruine auf der schottischen Hebrideninsel Kerrera. Sie liegt auf einem felsigen Landvorsprung am Südwestufer der Insel an der Küste des Firth of Lorne. Die nächstgelegene Stadt ist das sechs Kilometer nordöstliche Oban auf dem Festland. Das Bauwerk ist als Scheduled Monument klassifiziert. Es wurde ursprünglich von den MacDougalls gebaut.

## Geschichte
Gylen Castle war Stammsitz des Clans MacDougall. Das Gebäude wurde im 16. Jahrhundert von Duncan MacDougall of MacDougall and Dunollie erbaut und nach unterschiedlichen Angaben zufolge entweder 1582 oder 1587 fertiggestellt. Im Jahre 1647 kam es zur Belagerung der Burg, in deren Folge die Covenanters unter General Leslie das Gebäude niederbrannten und die Bewohner töteten. Gylen Castle wurde anschließend zu keiner Zeit mehr bewohnt und verfiel zusehends.
Im Jahre 1913 wurden kleinere Reparaturarbeiten an dem Gebäude durchgeführt, um den Einsturz zu verhindern. 1972 stellte Leslie Grahame MacDougall bei den Denkmalschutzbehörden einen Antrag auf Fördermittel zur Restaurierung von Gylen Castle und erwirkte die Bereitstellung von 200.000 £. Zusätzlich wurde durch einen Spendenaufruf unter den Clanmitglieder ein Betrag von 300.000 £ gesammelt. Mit den Restaurierungsarbeiten wurde 1993 begonnen. Im Februar 2002 erfolgte eine eingehende archäologische Untersuchung der Ruine, der Außengebäude sowie der Umgebung. Nach Abschluss der Bauarbeiten wurde Gylen Castle schließlich am 12. Mai 2006 für Besucher geöffnet.

## Baubeschreibung
Das Tower House Gylen Castle weist einen L-förmigen Grundriss auf. Das Gebäude besteht aus dem Hauptturm und einem angebauten Treppenturm. Der Hauptturm ist vier Geschosse hoch, wohingegen der Seitenschenkel fünf Geschosse aufweist. Es gab zudem einen angeschlossenen Hof und andere Nebengebäude. Ein gewölbter Durchgang führt durch den Hauptturm zum Hof und von der einen Seite aus gelangt man in einen Gewölbekeller. Der Haupteingang im vom Hof führt zum Fuß der Hauptwendeltreppe, die zu Zugang zu sämtlichen Geschossen bietet. Der Flur und die Küche befinden sich im ersten Obergeschoss. Auf Höhe des dritten Geschosses kragt ein Erkerfenster aus der Fassade aus.